# Kanton Le Moule-1
Kanton Le Moule-1 (francouzsky Canton du Moule-1) byl francouzský kanton v departementu Guadeloupe v regionu Guadeloupe. Tvořila ho část obce Le Moule. Zrušen byl při reformě francouzských kantonů z roku 2014.